# Ferdinand Hermann Maria von Lüninck
Ferdinand Hermann Maria von Lüninck (Gleuel, 15 febbraio 1755 – Abbazia di Corvey, 18 marzo 1825) è stato un vescovo cattolico tedesco, dal 1795 al 1802 fu principe-vescovo di Corvey e fu poi vescovo a Münster.

## Biografia

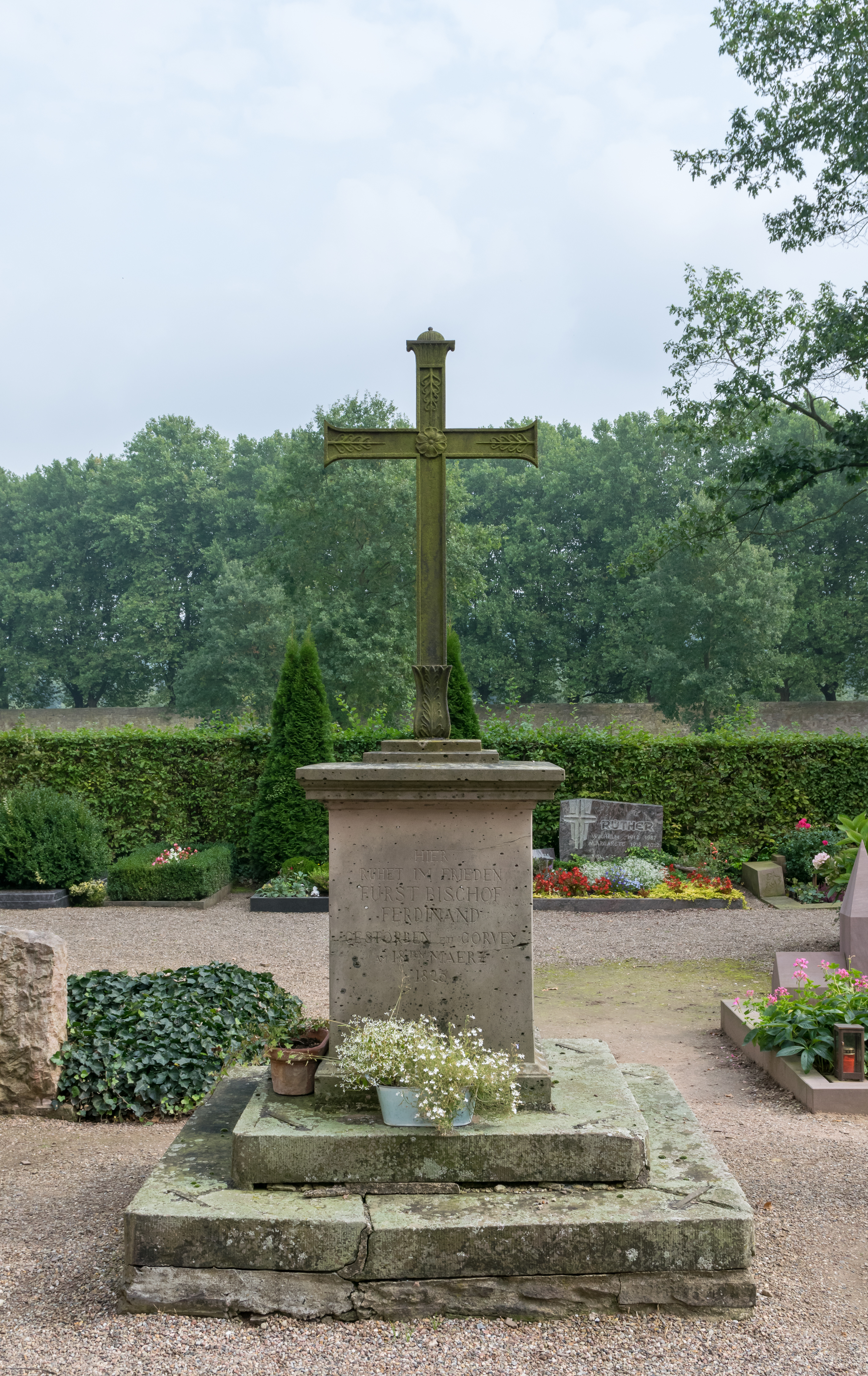
Tomba del vescovo von Luninck nel cimitero dell'abbazia di Corvey

Membro della nobile famiglia dei baroni von Lüninck, del Basso Reno, Ferdinand trascorse la sua giovinezza al Collegio dei Gesuiti di Colonia, dove ricevette la propria formazione. Dopo aver studiato legge all'Università di Gottinga, lavorò presso la corte imperiale di giustizia di Wetzlar. Nel 1779 divenne consigliere dell'arcivescovo di Colonia Maximilian Friedrich von Königsegg-Rothenfels a Bonn. Speranzoso di avanzare nella carriera giudiziaria, quando si vide negare determinate cariche decise di ripiegare sulla carriera ecclesiastica e nel 1785 ricevette la tonsura. Nel 1791 ottenne un canonicato della cattedrale di Münster e completò i propri studi a Roma. Tornato in Germania, si affiancò a suo cugino Johann Karl Theodor von Brabeck, principe-abate di Corvey, nel tentativo di far elevare l'abbazia territoriale a diocesi, cosa che effettivamente avvenne nel 1792. Come ricompensa, suo cugino lo nominò canonico di Corvey. Dopo la morte inaspettata di von Brabeck nel 1794, venne prescelto quale secondo principe-vescovo di Corvey il 16 dicembre 1794 e confermato da papa Pio VI il 1º giugno 1795. Il 6 agosto 1795, a Hildesheim, venne ordinato presbitero e il 6 settembre di quello stesso anno l'arcivescovo di Colonia lo consacrò vescovo a Münster.
Dopo la secolarizzazione del principato episcopale Corvey nel 1802, Lüninck rimase temporaneamente a Münster, trasferendosi poi a Kassel, e dopo che la Prussia ebbe assunto il controllo del principato episcopale di Münster, venne nominato anche vescovo di Münster. Il 28 agosto 1820, papa Pio VII lo trasferì alla diocesi di Münster, Lüninck fu intronizzato il 7 luglio 1821. Su sua richiesta Ferdinand ottenne il permesso di continuare ad amministrare gli affari della diocesi di Corvey, ma già dall'autunno del 1821, venne colpito da una grave malattia mentale che lo costrinse a trasferirsi definitivamente a Corvey, dove morì nel 1825 e venne sepolto.

## Genealogia episcopale
La genealogia episcopale è:
- Vescovo Johannes Wolfgang von Bodman
- Vescovo Marquard Rudolf von Rodt
- Vescovo Alessandro Sigismondo di Palatinato-Neuburg
- Vescovo Johann Jakob von Mayr
- Vescovo Giuseppe Ignazio Filippo d'Assia-Darmstadt
- Arcivescovo Clemente Venceslao di Sassonia
- Arcivescovo Massimiliano d'Asburgo-Lorena
- Vescovo Ferdinand Hermann Maria von Lüninck